# Tossiat

Tossiat este o comună în departamentul Ain din estul Franței.